# آريز
آريس أو أَريس أو آريز (باليونانية: Ἄρης)‏، في الميثولوجيا الإغريقية، هو إله الحرب، ابن زيوس وهيرا. يُشار إليه باعتباره إلهًا أوليمبيًا للحرب، والشجاعة، والوحشيَّة العمياء، والغضب، والمجازر الدمويَّة. صُوِّر طويل القامة ذو هيئة أنيقة، ويعتلي عربة تجرها خيول سريعة بأربطة ذهبيَّة، ويرتدي درعًا مصنوعة من البرونز ويقبض بيديه على رمحٍ ضخم، ويتخذ وقفة القتال، ويوجه ضربات مميتة نحو كل الاتجاهات. كانت أخته إريس، ربَّة الشِّقاق، تُرافقه دائمًا. وكان يصحبه مُرافقان ديموس «الرعب» وفوبوس «الخوف»، بالإضافة إلى ربة الحرب القديمة «إنيو».
قُدِّس في وسط شمال اليونان. وعُبد في تراقيا التي كان معروف عن أهلها العنف والنزوع إلى الحرب. أقام آريس علاقة مع إلهة الحب أفروديت، وأنجب منها أربعة أبناء، منهم: إروس، إله الحب، والمحاربان التوأم ديموس وفوبوس، وابنة هي هارمونيا، وغيرهم من الأبناء.

## الأصل اللغوي
إن آريز هو إله الحرب، وقد اشتُق اسم آريز من الكلمة اليونانية "αρή (are)"، والشكل الأيوني للكلمة في اللهجة الدّورية هو "αρά (ara)" ويعني «الهلاك والخراب واللعنة والشقاء». وفي الميثولوجيا الإغريقية كان «آرا» إله الدمار والانتقام. وربما يكون هناك ارتباط بينه وبين إله الحرب الروماني مارس عن طريق كلمة "M̥rēs" الافتراضية في اللغة الهندية الأوروبية الأولى إذا قارناها بكلمة "marnamai - μάρναμαι" في اللغة الإغريقية القديمة وتعني «يحارب أو يقاتل». وقد قال والتر بوركرت عنه: «من الواضح أن آريز اسم قديم مجرد يعني حشد الجنود والقوات للحرب».

## الوصف
إنَّ «آريز» إله أوليمبي مهم في التاريخ الملحمي الذي حفظته لنا الإلياذة. ومن خلال القراءة في ملامح شخصيته، نجد أنه محاط بهالة من الغموض. وقد عُثِر على نقش جنائزي من أتيكا يعود تاريخه لأواخر القرن السادس، وقد كُتب عليه «قف وانتحب عند قبر الفقيد كرويسوس الذي قتله آريز في يومٍ ما وهو يحارب في مقدمة الجيش». وقد اعتبره الرومان مثل مارس إله الحرب والزراعة الذي ورثوه من الإتروسكان، لكنهم ظلوا فيما بينهم يضعون مارس في منزلة أعلى.
كان آريز دائمًا غير أهل للثقة بين الإغريق.(1) وعلى الرغم من ذلك، فإن أخت آريز غير الشقيقة أثينا كانت تعتبر هي الأخرى إلهة حرب ولكنها كانت تخوض حروبًا إستراتيجية، بينما كانت حروب آريز غير متوقعة؛ إذ لم يكن يعلم متى تثور ثائرة غضبه. وكان هناك عداء بين أثينا وآريز، وقد تم إقصاء مسقط رأسه وموطنه الحقيقي بعيدًا وسط التراقيين الهمجيين المولعين بالحروب والذين لجأ إليهم بعد افتضاح أمر علاقته بأفروديت.
وقد ظلت كلمة «آريز» صفةً ونعتًا في العصور الإغريقية والرومانية تُطلق على مظاهر الميل إلى الحرب لدى بعض الآلهة الأخرى مثل: زيوس آريز وأثينا آريز وحتى أفروديت آريز. وفي العصور المسينية، تُظْهِر النقوش أن إينياليوس اسم استمر تداوله في العصور الإغريقية والرومانية كلقب لآريز. وكان يضع الكلاب والنسور التي تتغذى على الجيفة في أرض المعركة في منزلة مقدسة.

## الأدوات الحربيَّة
كان لدى آريز مركبة حربية قديمة ذات عجلتين تجرها أربعة جياد خالدة، مزودة بلجام ذهبي وتنفث النيران من فمها. ويُعرف آريز بين الآلهة بدرعه البرونزي، وقد كان يُلِّوح برمحه لتهديد الأعداء في المعركة. وكانت الطيور القوية والمقدسة بالنسبة له هي نقار الخشب والنسر والبومة النسر خاصةً في مناطق الجنوب. وطبقًا لآرغونوتيكا فإن طيور آريز في الأصل كانت عبارة عن أسراب من الطيور تُسدد سهامًا من الريش وتحرس ضريح إله الأمازونيات الموجود في جزيرة ساحلية مطلة على البحر الأسود. وفي أسبرطة، أصبح تقديم الكلب في الليل كقربان لآلهة العالم الآخر مثل الإله إنياليوس جزءً من طقوس عبادة آريز نفسه. ومن الممكن تقديم القربان إلى آريز عشية ليلة المعركة تقربًا له؛ لينعم على المحاربين بالمساعدة والدعم.
وفي الإلياذة، في الجزء الخامس، انطلق آريز إلى المعركة وعندما جُرح، رجع إلى جبل الأوليمب حيث عالجه زيوس، ولكن فيما بعد أسمعه كلمات قاسية. وبعد ذلك عاد آريز مباشرةً إلى المعركة حاملاً الدرع في يده. وعلى الرغم من ظهوره في أسطورة طيبة، ذلك النوع من الأساطير الذي يشرح أصل المعتقدات والطقوس وبدء تأسيس المدن، فقد ورد ذكره أيضًا في أساطير أخرى.

## الطقوس الدينيَّة
على الرغم من الأهمية التي حظى بها «آريز» في الشعر، فإنه نادرًا ما كانت تشمله الطقوس الدينية في اليونان القديمة باستثناء مدينة أسبرطة، حيث كان يتم استرضاؤه قبل المعركة من خلال تقديم المحاربين الشبان كقربان لإنياليوس قبل الاشتراك في قتال طقسي حامي الوطيس في المعركة.(2) وفي شرق أسبرطة فقط كان يوجد تمثال قديم للإله مقيدًا بالأغلال، كي يبدو جليًا أن روح الحرب والنصر لم تكن لتغادر المدينة أبدًا. إن معبد آريز المقام في مدينة أجورا في أثينا ـ والذي رآه بوسانياس في القرن الثاني الميلادي ـ قد تم نقله وإعادة تخصيصه للعبادة باحتفال خاص خلال عهد الإمبراطور أغسطس، وفي حقيقة الأمر، فقد أصبح معبدًا رومانيًا للإله «مارس». ويقع جبل آريز «أريوباجوس» ـ الذي ألقي فيه بولس الطرسوسي نسبة إلى مدينة طرسوس مواعظه ـ على مسافة من قلعة أثينا والذي كان موقع ساحات المحاكم قديمًا. وارتباطه بآريز، الذي ربما يقوم على تفسير خاطئ لأصل الكلمات، ما هو إلا أسطورة تفسيرية تحاول أن تشرح سر ارتباط اسم بآخر من خلال تاريخ أسطوري. وهناك معبد آخر وُجِد في موقع متروبوليس الأثري في الأناضول في غرب تركيا. وكان آريز أيضًا ابن زيوس وهيرا.

## رفاق الحرب
كان من بين رفاق آريز في الحرب ديموس «الرعب» وفوبوس «الخوف»(3). أما أخت ورفيقة السفاح آريز فكانت إيريس إلهة الشقاق والخلاف أو إينيوه إلهة الحرب وسفك الدماء والعنف. وكان يرافقه أيضًا إله الحرب الصغير إينيالوسوهو ابنه من إينيوه (واسم إينيالوس «يدل على الحرب في معناه» ويحمل نفس المعنى الذي يحمله «إنيوه») وكان يستخدم كلقب لآريز نفسه. وكان يحضر آريز برفقة كل من كيدويموس (وهو نصف إله لضجيج وجلبة المعركة) وأيضًا ماكاي (المعارك) وهايسميناي (ذابحو البشر) وبوليموس، روح ثانوية للحرب وربما كان ذلك لقبًا لآريز نظرًا لأنه لم يكن له سلطة محددة، وكذلك ابنة بوليموس آلالا إلهة أو تجسيد لصرخة الحرب الإغريقية التي استخدم آريز اسمها كصيحة حرب له. كما كانت أخته هيبي تأتي معه كي تصب له الماء ليستحم.

## تأسيس طيبة
من الأدوار التي قام بها آريز في اليونان ما ورد عنه في أسطورة تأسيس طيبة: فقد كان آريز هو الجد الأكبر لتنين الماء الذي قتله، وبذلك فهو يعتبر الجد الأكبر للأسبرطيين، حيث تم بذر أسنان التنين في الأرض وكأنها محصول، ثم طرحت أشخاصًا مثل الأسبرطيين الأصليين الأوائل مدرعين بالكامل، وهم جنس من المحاربين من سلالة آريز. وإرضاءً لآريز تزوج قدموس من هارمونيا ابنة آريز من أفروديت وبذلك تمكن من تسوية كل الخلافات واستطاع أن يؤسس مدينة طيبة.

## الزوجات والأطفال
هناك أقاويل كثيرة عن (سيكنوس)، أحد أبناء آريز، سكن مقدونيا وكان متعطشًا لسفك الدماء لدرجة أنه حاول بناء معبد من جماجم وعظام المسافرين. وقد قام هرقل بقتل هذا الكيان البشع البغيض وهذا ما أثار جام غضب آريز الذي جرحه هرقل.
بالإضافة إلى ذلك، كان يربط بين آريز والإلهة أفروديت علاقة حب. وقد أثمر هذا الارتباط عن آلهة صغرى وهم «إيروس» و«أريذوسا» و«فوبوس وديموس» و«أدريستيا». وفي الوقت الذي آثر فيه «إيروس» و«أريذوسا» والدتهما الإلهة نظرًا لوضعهما الإلهي، فقد فضلت «أدريستيا» أن تقلد أباها وكانت غالبًا ترافقه إلى الحروب.

## حكايات أخرى
في الحكاية التي تغنى بها أحد شعراء الملاحم في قاعة السينوس، قام هيليوس إله الشمس في إحدى المرات بالتجسس على آريز وأفروديت وهما يستمتعان ببعضهما البعض سرًا في قاعة هيفيستوس، وقام على الفور بإخبار زوجها الأوليمبي. وقام هيفيستوس بالتخطيط للإمساك بهما متلبسين؛ فصنع شبكة كي يوقع فيها هذين الحبيبين الذين يحرم عليهما مثل ذلك الفعل. وفي الوقت المناسب، تم إيقاع آريز وأفروديت في الشرك وهما يعانقان بعضمها البعض بشكل حميمي. لكن هذا الانتقام لم يكن كافيًا ليشفي غل «هيفيستوس». ومن أجل ذلك، قام بدعوة آلهة وإلهات الأولمب؛ ليشاهدوا الحبيبين ذوي الحظ العاثر. وقد رفضت الإلهات هذه الدعوة؛ لأن حيائهن منعهن من ذلك، أما الآلهة فقد ذهبوا ليروا هذا المشهد الحميم. وقد علق البعض على جمال أفروديت، بينما قال البعض الآخر أنهم على أتم استعداد لتبادل الأماكن مع آريز لكنهم جميعًا سخروا من الحبيبين. وبمجرد أن تم إطلاق سراحهما، انطلق آريز وهو يعلوه الخزي إلى موطنه في تراقيا. وفي أحداث أكثر تفصيلاً، يُروى أن آريز كان قد استعان بالشاب ألكتريون كحارس على الباب كي يحذره من قدوم هيليوس الذي من الممكن أن يخبر هيفيستوس عن خيانة أفروديت إذا انكشف الاثنين، لكن أليكترون راح في النوم. واكتشف هيليوس الاثنين وقام بتنبيه هيفيستوس، فاشتاط آريز غضبًا وحول ألكتريون إلى ديك لا ينسى أبدًا إعلان بزوغ الشمس في الصباح.

### آريز والعمالقة
في إحدى الأساطير القديمة الغامضة التي ورد ذكرها في الإلياذة وحكتها الإلهة ديون لابنتها أفروديت، قام اثنان من العمالقة من العالم الآخر، يُطلق عليهما «إلودي» وكان اسمهما «أوتاس» و«إيفيالتيس»، بتقييد آريز بالأغلال وزجه في جرة برونزية لحفظ رماد الموتى حيث مكث لمدة ثلاثة عشر شهرًا أي سنة قمرية. «وكان هذا سيكون مصير آريز وشهيته المفتوحة على الحرب لولا أن قامت زوجة أبي العملاقة الجميلة والشابة إيريبوي بإخبار هيرميس عما قاما بفعله.» وكان هذا ما قصته في الإلياذة. وقد ظل آريز يصرخ ويولول في الجرة حتى أنقذه هيرميس وقام آرتميس بخداع العملاقان «إلودي» حتى قاما بقتل بعضهما البعض. وفي قصيدة نونوس، والتي تسمى ملحمة ديونيسياكا نسبة إلى ديونيسوس، قام آريز أيضًا بقتل إيكيدناديس، وهو الابن العملاق لإيكيدنا وعدو كبير للآلهة. وليس من المؤكد ما إذا كان إيكيدناديس المجهول الاسم (والذي يُعتقد أنه من سلالة إيكيدنا) من نسج خيال الشاعر نونيوس أم لا. وبعد ذلك، ساعده زيوس على الشفاء.

### الإلياذة
في الإلياذة، صَوّر هوميروس آريز كإله ليس له ولاء ثابت أو اعتبار للترتيب الصحيح للأمور، فقد وعد أثينا وهيرا بأن يحارب في صف الأخيون ولكن أفروديت أقنعت آريز بأن يحارب في صف الطرواديين. وفي أثناء الحرب، قاتل ديوميديس مع هكتور ورأى آريز وهو يقاتل إلى جانب الطرواديين. وأمر ديوميديس جنوده بالانسحاب ببطء، وعندما رأت هيرا والدة آريز تدخله، طلبت من والده زيوس السماح بإبعاد آريز بعيدًا عن أرض المعركة. وشجعت هيرا ديوميديس على مهاجمة آريز ولذلك رمى رمح على آريز ودوت صراخات آريز وزلزلت كيان بني أخيون والطرواديين على حد سواء. وبعد ذلك، قامت أثينا برمي الرمح على جسد آريز الذي جأر وتأوّه من الألم وهرب إلى جبل الأوليمب مجبرًا الطرواديين على الانسحاب. وفي وقت لاحق، عندما سمح زيوس للآلهة بالقتال في الحرب مجددًا، حاول آريز أن يقاتل أثينا كي يثأر لنفسه من إصابته السابقة. وبالفعل، تمكن آريز من التغلب على أثينا حيث قذفها بصخر جلمود. وعلى الرغم من ذلك، عندما أخبرت هيرا زيوس في أثناء حديث دار بينهما أن ابن آريز آسكالافاس قد قُتل، أراد آريز أن يقاتل إلى جانب بني أخيون ضاربًا بأمر زيوس ـ ألا يشترك أي إله أولمبي في المعركة ـ عرض الحائط. وأوقفت أثينا آريز وساعدته في أن يخلع درعه.

## عصر النهضة الأوروبية
في الأعمال الأدبية التي ظهرت في عصر النهضة الأوروبية والعصر الكلاسيكي الحديث تُصَوَّر رموز آريز على شكل رمح وخوذة، أما الحيوان الذي يرمز إليه فهو الكلب، والطائر هو النسر. وفي الأعمال الأدبية التي ظهرت في هذين العصرين، تم استبدال آريز بمارس الروماني الذي يمثل البسالة والشجاعة الذكورية بدلاً من الإله القاسي المتعطش للدماء الذي تمثله الأسطورة الإغريقية.

## الثقافة الشعبية
هناك مانغا كورية (مانهوا) اسمها «آريس» تتحدث عن عصر الجحافل الرومانية، آريس ومايكل وبارونا، الثلاثة المحاربين الشباب مع الماضي الغامض ومهارات متفوقة، يجدون أنفسهم يعملون معا من أجل نقابة المرتزقة. وفي لعبة الفيديو «إله الحرب» يعتبر آريز هو العدو الرئيسي في المعركة ولكنه يلقى مصرعه على يد إنسان يُدعى كراتوس.
«آريز» هو اسم سفينة النقل الفضائية الخاصة بوكالة ناسا التي حلت محل المكوك الفضائي. وقد أصبح آريز شخصية شائعة في الكتب الهزلية مما أدى إلى ظهور نسخ مميزة من الشخصية في دي سي كومكس ومارفل كومكس. وقامت الفرقة الغنائية الإنجليزية فرقة بلوك بارتي بتسجيل أغنية تحمل اسم «آريز» في ثالث ألبوم غنائي يحمل اسم «إنتمسي». ولدى فنان البوب الياباني «غاكت» أغنية باسم آريز في ثاني ألبوم منفرد له بعنوان «مارس». وأيضًا في رواية «لص البرق» التي كتبها ريك ريوردون، كان أيضًا في الكتاب التالي والذي جاء تحت اسم «بحر الوحوش».
كما كان جنود مشاة في فيلم الإسكندر يغنون إينياليوس في معركة جوجاميلا أثناء سيرهم إلى أرض المعركة. وبالإضافة إلى ذلك، فإن آريز شخصية محورية في سلسلة كتب "The Underland Chronicles" والتي كتبتها سوزان كولينز.
كما أن آريز شخصية معتادة في المسلسل التليفزيوني زينا: الأميرة المحاربة. وكما جسده الراحل كيفن تود سميث، ظهر آريز في المسلسل كإله وإنسان ممزق بين رغبته في زينا وحبه للجنس البشري وبين رغبته الغريزية المتأصلة في دعم الحروب وإثارة شرور النفس البشرية. وتعد الشخصية من أكثر الشخصيات تعقيدًا في المسلسل. وبعد سقوط الآلهة، أصبح آريز فانيًا ولكنه استعاد ألوهيته بعد أن قضم من تفاحة أودن.

## الهوامش
1. فقد قال له زيوس: «إنك الأبغض إليّ من بين جميع آلهة الأوليمبوس؛ لأنَّك لا تستمتع إلَّا بالقتال، والحرب والمعارك».
2. "وهنا تقوم كل جماعة من الشباب بتقديم كلب صغير كقربان لإنياليوس معتبرين أن أكثر الحيوانات المستأنسة شجاعةً أضحية مقبولة لأكثر الآلهة بسالةً.
3. وقد ولدت أفروديت هذين الطفلين طبقًا لما أورده هسيودوس.

## روابط خارجية
- معلومات عن آريز من الأدب الكلاسيكي وصور من الفن الإغريقي والروماني.
- آريز، ملخص عن آريز في الأسطورة.